# Вайтчерч-Стофвілл
Вайтчерч-Стофвілл (англ. Whitchurch-Stouffville) — містечко (206,74  км²) в провінції Онтаріо у Канаді в регіоні Йорк.  
Містечко налічує 24 390 мешканців (2006) (118/км²).
Містечко — частина промислового району, прозваного «Золотою підковою» (англ. Golden Horseshoe).

## Особливості
- «Золота підкова» — (англ. Golden Horseshoe)

## Галерея

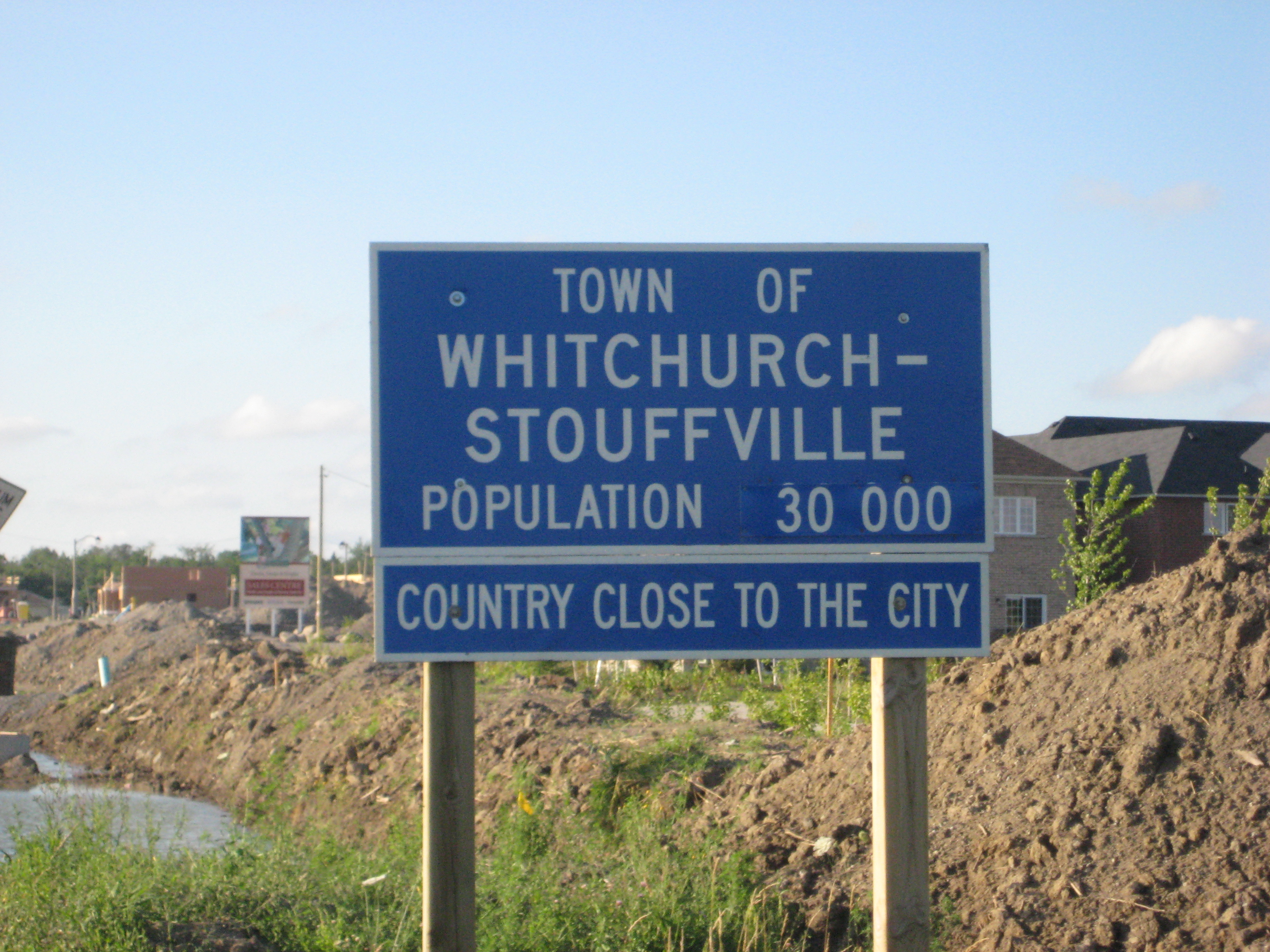
Інформаційний знак при в`їзді в містечко
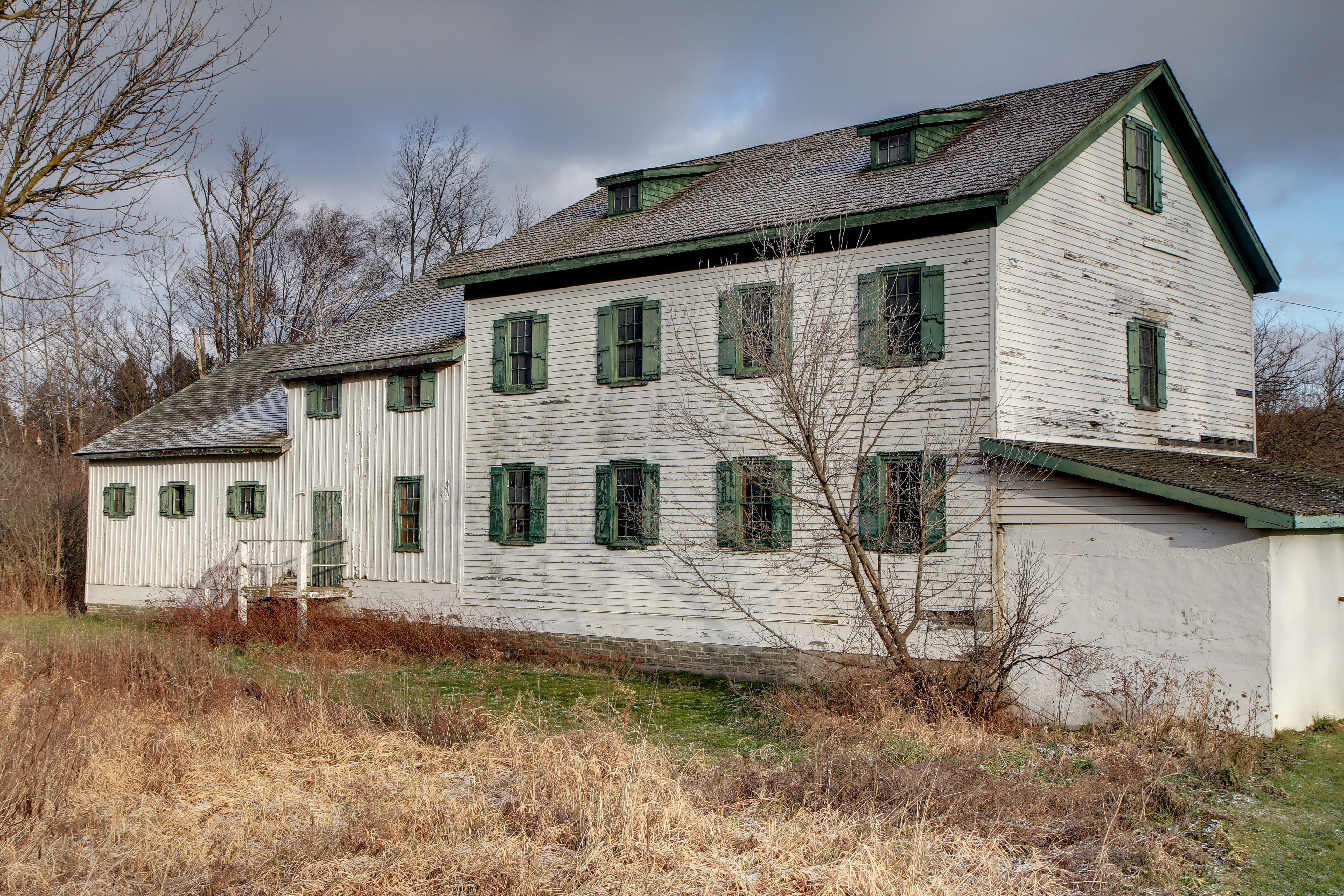
«Млин Брюса»
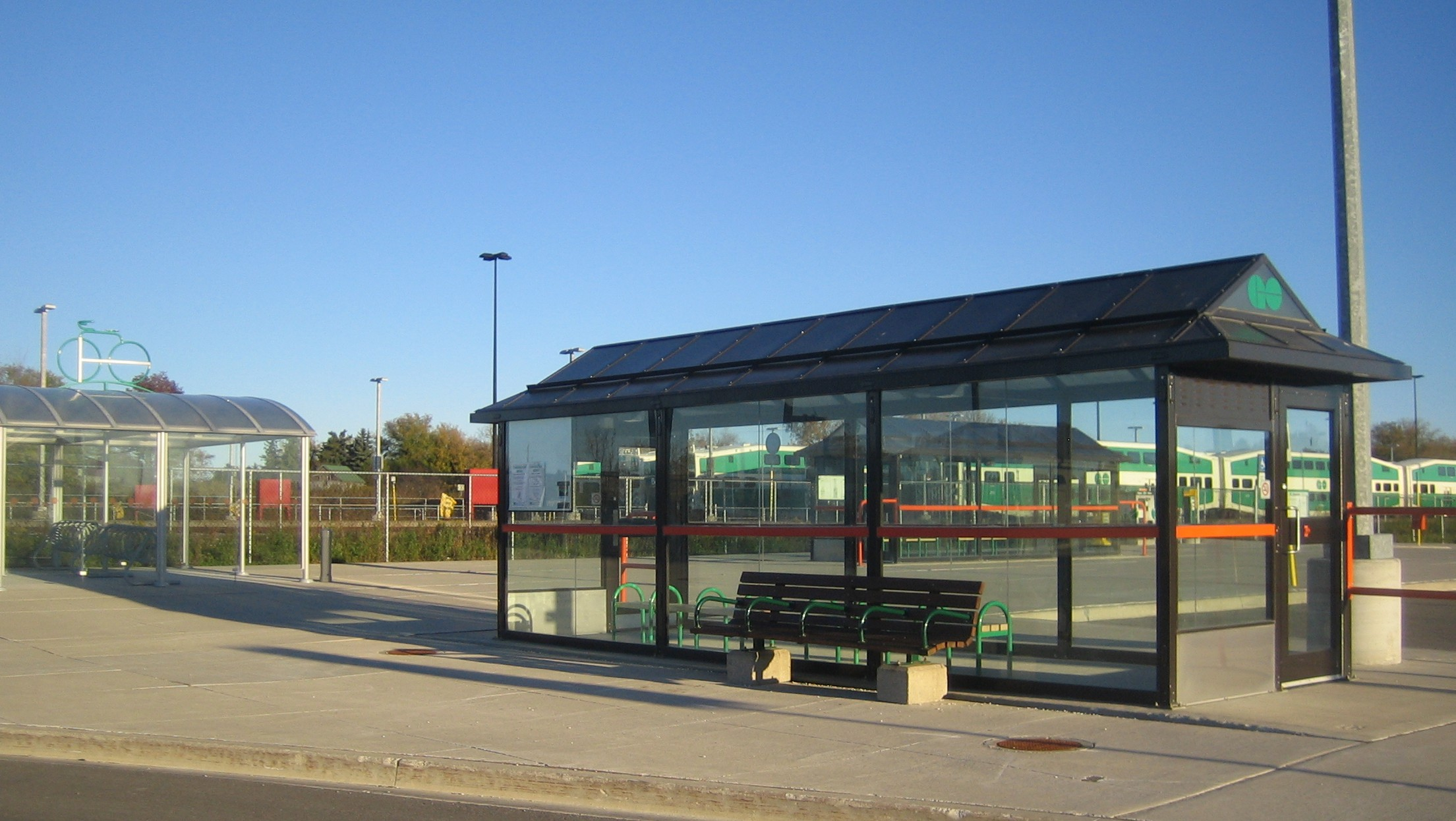
Залізнична та автобусна станція Лінкольнвілл